# Hontoria de Valdearados
Hontoria de Valdearados település Spanyolországban, Burgos tartományban. Hontoria de Valdearados Peñaranda de Duero, San Juan del Monte, Zazuar, Quemada, Baños de Valdearados, Caleruega, Coruña del Conde és Arandilla községekkel határos. Lakosainak száma 164 fő (2024).

## Népesség
A település népessége az utóbbi években az alábbiak szerint változott:
| Lakosok száma | 213  | 236  | 242  | 237  | 232  | 213  | 195  | 180  | 169  | 164  |
|               | 2001 | 2004 | 2006 | 2009 | 2011 | 2014 | 2016 | 2019 | 2021 | 2024 |